# Coriaria duthiei
Coriaria duthiei är en tvåhjärtbladig växtart som beskrevs av D.K.Singh och Pusalkar. Coriaria duthiei ingår i släktet Coriaria, och familjen Coriariaceae. Inga underarter finns listade i Catalogue of Life.